# Crupellarius
Der crupellarius (lat., Fremdwort aus dem Gallischen: „geharnischter Fechter“) war ein schwergepanzerter römischer Gladiator. Er wird nur ein einziges Mal erwähnt, bei Tacitus, als schwergepanzerter Gladiator bei den gallischen Haeduern.
Zu weiteren Gladiatoren siehe: Gladiatorengattungen.